# Carl Julius Flensborg

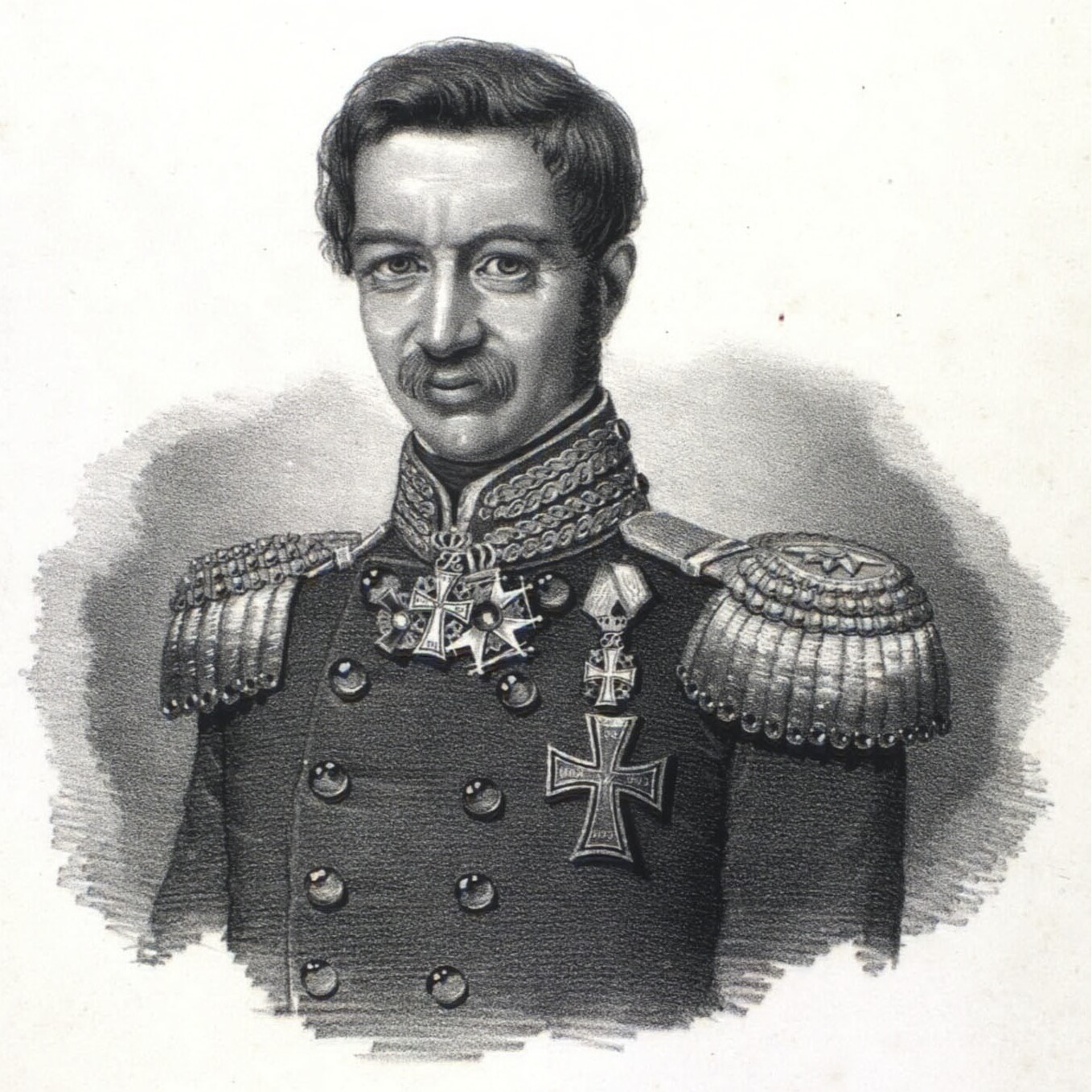
Carl Julius Flensborg

Carl Julius Flensborg (* 2. Juli 1804 in Kopenhagen; † 23. Juli 1852 ebenda) war ein dänischer Artillerieoffizier und Kriegsminister.

## Herkunft und Familie
Flensborgs Vater war der spätere Konteradmiral Christian Peter Flensborg (1772–1838), seine Mutter war dessen Gattin Marie Cathrine Alexandrine, geb. d’Origny (1776–1855). Am 25. November 1836 heiratete er Hermana Nicoline Birgitte Trock (* 24. November 1806; † 5. Juni 1892), Tochter des Kapitäns der Asiatisk kompagni Hermann Peter Gottlieb Trock (1768–1824) und dessen Gattin Nicoline Jensine, geb. Schultz (1783–1846). Flensborgs Großvater war der Schriftsteller Christian Flensborg.

## Leben
1817 wurde Flensborg Kadett im Artillerieinstitut. 1819 wurde er „stykjunker“, 1822 Sekondeleutnant. 1832 erhielt Flensborg den Charakter eines Premierleutnants, 1834 wurde er wirklicher Premierleutnant. 1830 bis 1834 durchlief er die neuerrichtete Generalstabsabteilung der Militärhochschule und wurde als Adjutant im Generalquartiermeisterstab, wo er 1839 Kapitän und Divisionsquartiermeister wurde, angestellt. Im März 1848 wurde er Major und Chef der Personalabteilung im neugegründeten Kriegsministerium, im selben Jahre wurde erhielt er den Charakter eines Oberstleutnants. Aufgrund seines Organisationstalentes wurde er 1849 zum wirklichen Oberstleutnant ernannt und erhielt den Charakter eines Obersten im Generalstab. Im Frühjahr 1849 wechselte er vom langjährigen Administrationsdienst in den Felddienst und wurde des Obergenerals Frederik Rudbek Henrik von Bülows Stabschef beim jütisch-fünischen Korps. Nachdem er zu den Siegen bei Fredericia und Isted beigetragen hatte, wurde er nach dem ersten Sieg zum wirklichen Oberst, nach dem zweiten Sieg zum Generalmajor befördert. 1851 wurde Flensborg Stabschef beim Oberkommando in Schleswig. Am 18. Oktober desselben Jahres wurde er zum Kriegsminister ernannt. Diesen Posten behielt er bis zum 27. Januar 1852, als er wegen militärpolitischer Debatten zurücktrat. Danach wurde er abermals Generalstabschef, als welcher er knapp sechs Monate später verstarb.

## Auszeichnungen
- 1840: Kammerjunker
- 1843: Ritterkreuz des Dannebrogordens
- 1848: Dannebrogsmændenes hæderstegn
- 1849: Komtur des Dannebrogordens